# Merumea plicata
Merumea plicata är en måreväxtart som beskrevs av Julian Alfred Steyermark. Merumea plicata ingår i släktet Merumea och familjen måreväxter.
Artens utbredningsområde är Guyana. Inga underarter finns listade i Catalogue of Life.